# Virgolette
Le virgolette sono un segno tipografico usato per contraddistinguere una parola o una frase come citazione, discorso diretto, per evidenziarne la natura gergale, tecnica, metaforica, figurativa, ironica o dialettale, o per parole e frasi straniere non ancora entrate nell'uso comune della lingua. Possono anche essere usate, in alternativa al corsivo, nei riferimenti bibliografici per citare il titolo di un periodico e vengono inoltre utilizzate da numerosi linguaggi di programmazione per delimitare le stringhe.
Le virgolette si usano sempre in coppia, in modo analogo alle parentesi, e perciò compaiono anch'esse sempre come «aperte» e «chiuse», rispettivamente prima e dopo la parola o la frase di pertinenza.

## Tipi ed uso correlato
Ve ne sono di tre tipi:
- virgolette alte singole, dette anche virgolette inglesi[1] o apici(‘ ’ oppure ' ')
- virgolette alte doppie, dette anche virgolette italiane[1] (“ ” oppure " ")
- virgolette basse doppie, dette anche virgolette francesi[1] o sergenti o caporali (« »).[3][4]

C'è inoltre un quarto tipo, scarsamente usato in Italia, ma che viene usato in Svizzera per citazioni all'interno di altre citazioni:
- virgolette basse singole (‹ ›).

Le virgolette alte vengono utilizzate per riportare un discorso diretto, quindi le parole dei vari interlocutori.
Talvolta può capitare che un discorso venga riportato all'interno di una citazione: in questo caso la citazione esterna sta tra le virgolette basse, il discorso interno tra le virgolette alte. Esempio:
- Come osserva Kuhn, «L'efficacia delle ricerche elettriche crebbe di conseguenza, fornendo una prova dell'acuto detto metodologico di Francesco Bacone: "La verità emerge più facilmente dall'errore che dalla confusione"».[5]

Possono anche essere usate per dire che la parola va intesa con riserva, anche ironicamente. Se si parla figuratamente e si sta facendo una metafora è inutile utilizzare le virgolette. Sarà sbagliato, per esempio, scrivere: «I due rivali stavano combattendo una "guerra di nervi"».

## Storia
Le virgolette sono la traduzione dal latino signum citationis. La presenza delle virgolette in un testo a stampa a caratteri latini è attestata per la prima volta nell'edizione aldina del 1502 dei Dictorum et factorum memorabilium libri novem di Valerio Massimo, dove furono adoperate per segnalare i passi del testo ritenuti importanti; come segno di citazione sono presenti nel manoscritto S di Il Cesano di Claudio Tolomei (1525-1529) e nell'editio princeps de Il castellano di Gian Giorgio Trissino (1528).
In questi testi la virgoletta è sempre una coppia di virgole situate lateralmente, al margine sinistro del testo e ad altezza di rigo: probabilmente deriva dal diplé («>»), già adoperato per segnalare i passaggi dei testi riportati dalle Sacre Scritture, mentre la virgoletta al testo è attestata a partire dal XVII secolo (per Nina Catach, dal XVI secolo).

## In informatica
In informatica, nessuna delle tre coppie principali di caratteri è presente come tale nelle tastiere italiane, le quali dispongono solo delle virgolette "indifferenziate" (cioè senza distinzione tra aperta e chiusa) a uno (') e due apici (") e la prima coincide con l'apostrofo. I sistemi operativi che supportano Unicode (tra cui Linux, macOS, Windows NT e successivi) permettono di inserire i caratteri speciali con delle sequenze di tasti o cambiando la mappatura della tastiera, molti programmi sono in grado di prevedere quale tipo di virgolette occorra a seconda dei casi (per esempio l'opzione "virgolette intelligenti" di molti programmi di videoscrittura).
L'uso delle virgolette basse (« ») – indicate indifferentemente come "aguzze", "acute", "uncinate", "caporali" (meno correttamente) oppure "sergenti" – ha conosciuto un periodo di crisi dapprima nella stampa litografica tratta da testi dattiloscritti (non esistendo il relativo tasto nelle macchine per scrivere) e poi con l'avvento del desktop publishing negli anni 1980, in quanto nelle prime versioni dei programmi non erano presenti i caratteri adeguati: un semplice segno di apice doppio (") sostituiva tutti i tipi doppi (sia aperti, sia chiusi) e il segno di secondo, mentre l'apice singolo (') sostituiva l'apostrofo, entrambi gli apici singoli (aperto e chiuso) e anche il segno di primo.

## In altre lingue
| Lingua                  | Normali  | Normali    | Alternative   | Alternative   | Distanza |
| Lingua                  | primarie | secondarie | primarie      | secondarie    | Distanza |
| ----------------------- | -------- | ---------- | ------------- | ------------- | -------- |
| Afrikaans               | “…”      | ‘…’        | „…”           | ‚…’           |          |
| Albanese                | „…“      | ‘…’        |               |               |          |
| Arabo                   | «…»      |            | “…”           |               |          |
| Bielorusso              | «…»      | “…”        |               |               | 1 pt     |
| Bulgaro                 | „…“      | ’…’/‚…‘    | «…»           | ’…’/‚…‘       |          |
| Ceco                    | „…“      | ‚…‘        | »…«           | ›…‹           |          |
| Cinese semplificato     | “…”      | ‘…’        |               |               |          |
| Cinese tradizionale     | 「…」    | 『…』      |               |               |          |
| Croato                  | „…”      | ‘…’        | »…«           |               |          |
| Danese                  | »…«/„…“  | ›…‹/‚…‘    | ”…”           | ’…’           |          |
| Ebraico                 | “…”      | ‘…’        |               |               |          |
| Esperanto               | “…”      | ‘…’        | «…»/„…“       | ‹…›/‚…‘       |          |
| Estone                  | „…”      |            | «…»           |               |          |
| Finlandese              | ”…”      | ’…’        | »…»           | ›…›           |          |
| Francese                | « … »    | « … »/“…”  | “ … ”         | ‘ … ’         | ¼ em     |
| Giapponese              | 「…」    | 『…』      |               |               |          |
| Greco                   | «…»      | “…”        |               |               | 1 pt     |
| Inglese                 | “…” 1    | ‘…’        | ‘…’           | “…”           | 1-2 pt   |
| Irlandese               | “…”      | ‘…’        |               |               | 1-2 pt   |
| Islandese               | „…“      | ‚…‘        |               |               |          |
| Italiano                | «…»      | “…”        | “…”           | ‘…’           | 0 pt     |
| Lèttone                 | „…“      |            |               |               |          |
| Lituano                 | „…“      |            |               |               |          |
| Lingue lusaziane        | „…“      | ‚…‘        |               |               |          |
| Nederlandese            | „…”      | ‚…’        | ‘…’           | “…”           |          |
| Norvegese               | «…»      | ‘…’        | „…“           | ‚…‘           |          |
| Polacco                 | „…”      | «…»/»…«    | «…»/»…«       |               |          |
| Portoghese              | «…»      | “…”        | “…”           | ‘…’           | 0-1 pt   |
| Portoghese (in Brasile) | “…”      | ‘…’        |               |               | 0-1 pt   |
| Romeno                  | „…”      | «…»        |               |               |          |
| Russo                   | «…»      | „…“        | „…“           |               |          |
| Serbo                   | „…”      | ’…’        |               |               |          |
| Slovacco                | „…“      | ‚…‘        | »…«           | ›…‹           |          |
| Sloveno                 | „…“      | ‚…‘        | »…«           | ›…‹           |          |
| Spagnolo                | «…»      | “…”        | “…”           | ‘…’           | 0-1 pt   |
| Svedese                 | ”…”      | ’…’        | »…»/»…«       | ’…’           |          |
| Lingue svizzere         | «…»      | ‹…›        | „…“ risp. “…” | ‚…‘ risp. ‘…’ |          |
| Tedesco                 | „…“      | ‚…‘        | »…«           | ›…‹           |          |
| Turco                   | «…»      | ‹…›        | “…”           | ‘…’           | 0-1 pt   |
| Ucraino                 | «…»      | „…“        | „…“           | ‚…‘           |          |
| Ungherese               | „…”      | »…«        |               |               |          |

In molte lingue, alfabeti e paesi vengono di regola usate le doppie virgolette, mentre le altre vengono usate come alternative o per casi speciali, come all'interno di una citazione, per concetti specifici o titoli cubitali. Ci sono tuttavia delle eccezioni come per esempio in inglese: gli statunitensi usano per lo più le doppie, mentre gli inglesi e gli australiani usano più spesso le singole, riservando le doppie per la citazione nella citazione.